# Хэйс, Киллиан
Киллиан Дерон Антрон Хэйс (англ. Killian Deron Antron Hayes; род. 27 июля 2001, Лейкленд, Флорида, США) — французский профессиональный баскетболист, в последнее время выступавший за клуб НБА «Бруклин Нетс». Играет на позиции разыгрывающего и атакующего защитника. Был выбран на драфте НБА 2020 года под 7-м номером.

## Профессиональная карьера

### Шоле (2017—2019)
Хейз дебютировал за основной состав французского клуба «Шоле» 21 октября 2017 года в возрасте 16 лет и 86 дней. В феврале 2018 года Хэйс принял участие в лагере «Баскетбол без границ», организованным НБА во время звёздного уик-энда в Лос-Анджелесе, где он стал вторым самым молодым участником.
Перед сезоном 2018/2019 Хэйс подписал трёхлетний контракт с «Шоле».

### Ратиофарм Ульм (2019—2020)
2 августа 2019 года Хэйс подписал контракт с немецким клубом «Ратиофарм Ульм». 24 сентября 2019 он дебютировал за «Ульм», набрав 14 очков, 6 подборов и 6 передач, в выигранном матче против клуба «Раста Фехта». 20 ноября 2019 года Хэйс оформил дабл-дабл (12 очков и 11 передач) в матче против греческого клуба «Промитеас», он стал вторым самым молодым игроком, оформившим дабл-дабл в Еврокубке (после Рики Рубио). 18 декабря 2019 года Хейс обновил личный рекорд результативности, набрав 25 очков в матче «Маккаби» Ришон-ле-Цион. Когда чемпионат Германии был приостановлен из-за пандемии COVID-19, Хейс вернулся к своей семье в Лейкленд. 27 марта 2020 года он объявил, что выставит свою кандидатуру на ближайший драфт НБА. Хейс не принял участие в доигровке чемпионата Германии в июне.

### Детройт Пистонс (2020—2024)
На драфте НБА 2020 года Хейс был выбран под 7-м номером клубом «Детройт Пистонс». 1 декабря 2020 года Хэйс подписал контракт с «Детройтом». 23 декабря 2020 года Хэйс дебютировал в НБА, выйдя в стартовом составе он набрал 7 очков в матче против клуба «Миннесота Тимбервулвз».
4 января 2021 года в матче с «Милуоки Бакс» Хэйс получил травму бедра, которая через два дня была диагностирована как разрыв вертлужной губы тазобедренного сустава. Игрок выбыл на два месяца.
29 апреля Хэйс сделал 11 результативных передач в матче против «Даллас Маверикс». 9 мая Хэйс набрал 21 очко, семь подборов и восемь передач в матче против «Чикаго Буллз».
11 февраля 2022 года Хэйс записал на свой счет 12 передач, а также 11 очков в проигрыше от «Шарлотт Хорнетс». 1 апреля Хэйс набрал 26 очков, а также восемь передач, семь подборов и пять перехватов в победе над «Оклахома-Сити Тандер».
28 декабря 2022 года Хэйс был удален с игры против «Орландо Мэджик». В погоне за мячом игрок «Мэджик» Мо Вагнер толкнул Хейса рукой, в результате чего Хейса отбросило на скамейку запасных «Пистонс». Это привело к тому, что партнёр Хэйеса по команде Хамиду Диалло толкнул Вагнера, а затем Хэйс ударил Вагнера по затылку, в результате чего Вагнер потерял сознание и пролежал в объятиях игрока на скамейке запасных «Пистонс» более десятка секунд. Все три игрока были удалены с игры. На следующий день НБА объявила, что в результате инцидента Хэйс будет дисквалифицирован на три игры без сохранения заработной платы.
8 февраля 2024 года Хэйс был отчислен «Пистонс».
20 сентября 2024 года Хэйс подписал контракт с «Бруклин Нетс». Однако 19 октября 2024 года он был отчислен.

### Лонг-Айленд Нетс/Бруклин Нетс (2024—2025)
20 сентября 2024 года Хейс подписал контракт с «Бруклин Нетс», но 19 октября его контракт был расторгнут. 27 октября он присоединился к «Лонг-Айленд Нетс». 19 февраля 2025 года Хейс подписал 10-дневный контракт с «Бруклином» после того, как Боян Богданович был отчислен. «Нетс» не продлили с ним контракт на 10 дней.

## Статистика

### Статистика в НБА
| Сезон                                                                                    | Команда | Регулярный сезон | Регулярный сезон | Регулярный сезон | Регулярный сезон | Регулярный сезон | Регулярный сезон | Регулярный сезон | Регулярный сезон | Регулярный сезон | Регулярный сезон | Регулярный сезон | Серия плей-офф | Серия плей-офф | Серия плей-офф | Серия плей-офф | Серия плей-офф | Серия плей-офф | Серия плей-офф | Серия плей-офф | Серия плей-офф | Серия плей-офф | Серия плей-офф |
| Сезон                                                                                    | Команда | GP               | GS               | MPG              | FG%              | 3P%              | FT%              | RPG              | APG              | SPG              | BPG              | PPG              | GP             | GS             | MPG            | FG%            | 3P%            | FT%            | RPG            | APG            | SPG            | BPG            | PPG            |
| ---------------------------------------------------------------------------------------- | ------- | ---------------- | ---------------- | ---------------- | ---------------- | ---------------- | ---------------- | ---------------- | ---------------- | ---------------- | ---------------- | ---------------- | -------------- | -------------- | -------------- | -------------- | -------------- | -------------- | -------------- | -------------- | -------------- | -------------- | -------------- |
| 2020/21                                                                                  | Детройт | 26               | 18               | 25,8             | 35,3             | 27,8             | 82,4             | 2,7              | 5,3              | 1,0              | 0,4              | 6,8              | Не участвовал  | Не участвовал  | Не участвовал  | Не участвовал  | Не участвовал  | Не участвовал  | Не участвовал  | Не участвовал  | Не участвовал  | Не участвовал  | Не участвовал  |
| 2021/22                                                                                  | Детройт | 66               | 40               | 25,0             | 38,3             | 26,3             | 77,0             | 3,2              | 4,2              | 1,2              | 0,5              | 6,9              | Не участвовал  | Не участвовал  | Не участвовал  | Не участвовал  | Не участвовал  | Не участвовал  | Не участвовал  | Не участвовал  | Не участвовал  | Не участвовал  | Не участвовал  |
| 2022/23                                                                                  | Детройт | 76               | 56               | 28,3             | 37,7             | 28,0             | 82,1             | 2,9              | 6,2              | 1,4              | 0,4              | 10,3             | Не участвовал  | Не участвовал  | Не участвовал  | Не участвовал  | Не участвовал  | Не участвовал  | Не участвовал  | Не участвовал  | Не участвовал  | Не участвовал  | Не участвовал  |
| 2023/24                                                                                  | Детройт | 42               | 31               | 24,0             | 41,3             | 29,7             | 66,0             | 2,8              | 4,9              | 0,9              | 0,5              | 6,9              | Не участвовал  | Не участвовал  | Не участвовал  | Не участвовал  | Не участвовал  | Не участвовал  | Не участвовал  | Не участвовал  | Не участвовал  | Не участвовал  | Не участвовал  |
|                                                                                          | Всего   | 210              | 145              | 26,1             | 38,2             | 27,7             | 77,5             | 2,9              | 5,2              | 1,2              | 0,4              | 8,1              | Не участвовал  | Не участвовал  | Не участвовал  | Не участвовал  | Не участвовал  | Не участвовал  | Не участвовал  | Не участвовал  | Не участвовал  | Не участвовал  | Не участвовал  |
| Наведите курсор мыши на аббревиатуры в заголовке таблицы, чтобы прочесть их расшифровку. |         |                  |                  |                  |                  |                  |                  |                  |                  |                  |                  |                  |                |                |                |                |                |                |                |                |                |                |                |

### Статистика в других лигах
| Сезон | Команда              | Лига                         | GP  | GS | MPG  | FG%  | 3P%  | FT%   | RPG | APG | SPG | BPG | PFL | TOV | PPG  |
| --- | -------------------- | ---------------------------- | --- | -- | ---- | ---- | ---- | ----- | --- | --- | --- | --- | --- | --- | ---- |
| 2017/18 | Все клубы            | Все лиги                     | 41  | 33 | 25,6 | 48,2 | 31,6 | 86,0  | 3,4 | 5,9 | 2,1 | 0,6 | 2,0 | 3,6 | 13,5 |
| 2017/18 | Шоле (мол.)          | Молодёжный чемпионат Франции | 32  | 32 | 30,2 | 47,9 | 30,9 | 86,4  | 4,2 | 7,2 | 2,7 | 0,7 | 2,3 | 4,4 | 16,7 |
| 2017/18 | Шоле                 | Чемпионат Франции            | 9   | 1  | 9,1  | 57,1 | 66,7 | 66,7  | 0,6 | 1,2 | 0,0 | 0,1 | 0,9 | 0,9 | 2,2  |
| 2018/19 | Шоле                 | Чемпионат Франции            | 34  | 8  | 19,7 | 42,7 | 18,2 | 82,0  | 2,3 | 3,1 | 0,9 | 0,2 | 2,4 | 1,6 | 7,1  |
| 2019/20 | Все клубы            | Все лиги                     | 33  | 33 | 24,8 | 48,2 | 29,4 | 87,6  | 2,8 | 5,4 | 1,5 | 0,3 | 3,0 | 3,2 | 11,6 |
| 2019/20 | Ратиофарм Ульм       | Чемпионат Германии           | 20  | 20 | 25,0 | 49,7 | 21,8 | 85,2  | 3,1 | 5,3 | 1,4 | 0,2 | 3,0 | 3,5 | 11,6 |
| 2019/20 | Ратиофарм Ульм       | Кубок Европы                 | 10  | 10 | 26,8 | 45,5 | 39,0 | 90,9  | 2,3 | 6,2 | 1,5 | 0,2 | 3,2 | 3,3 | 12,8 |
| 2019/20 | Ратиофарм Ульм       | Кубок Германии               | 3   | 3  | 17,0 | 50,0 | 33,3 | 100,0 | 2,7 | 3,7 | 2,0 | 1,0 | 2,0 | 1,3 | 7,3  |
| Всего | Всего                | Всего                        | 108 | 74 | 23,5 | 46,9 | 27,8 | 85,8  | 2,9 | 4,9 | 1,5 | 0,4 | 2,4 | 2,9 | 10,9 |
| В чемпионате Франции | В чемпионате Франции | В чемпионате Франции         | 43  | 9  | 17,5 | 43,5 | 20,0 | 81,1  | 2,0 | 2,7 | 0,7 | 0,2 | 2,1 | 1,5 | 6,1  |
| Наведите курсор мыши на аббревиатуры в заголовке таблицы, чтобы прочесть их расшифровку Статистика приведена с сайта basketball.realgm.com |                      |                              |     |    |      |      |      |       |     |     |     |     |     |     |      |